# Oogheuvel

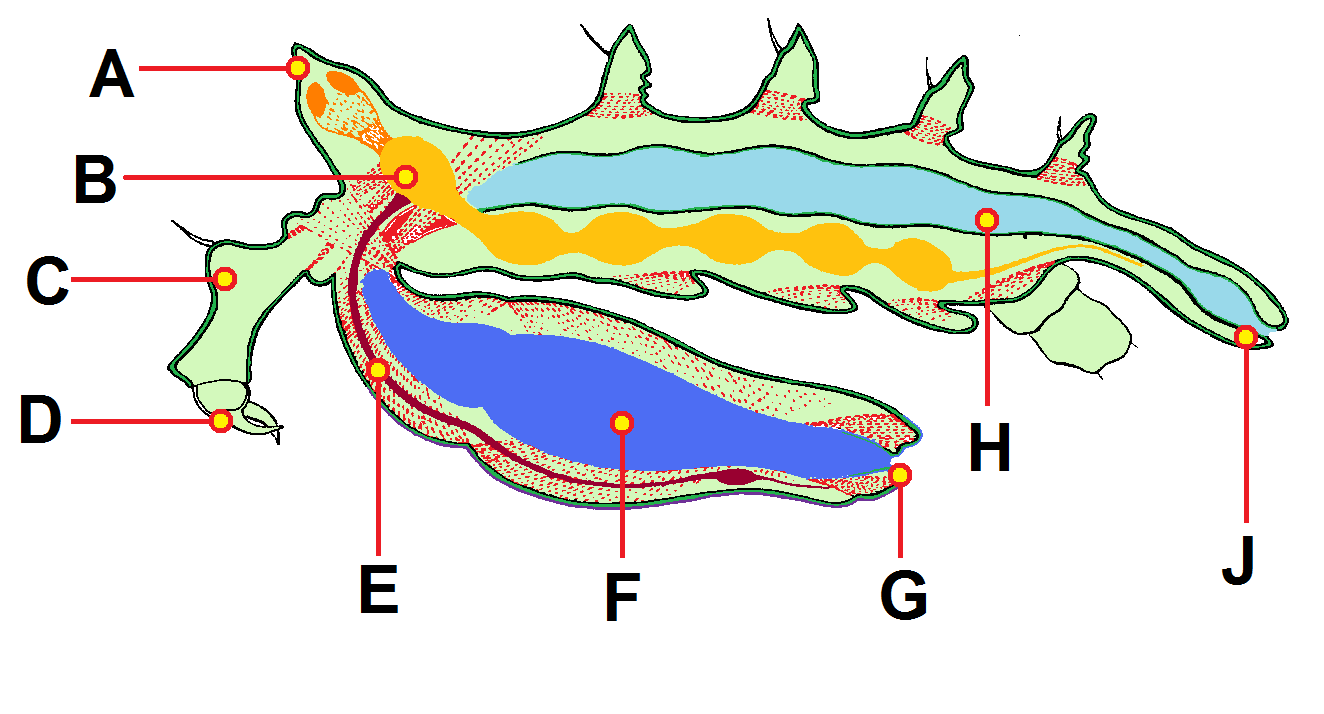
Lengtedoorsnede van een zeespin met orgaanstructuren, de oogheuvel is aangegeven met een A.

De oogheuvel is een gewelfd deel van de kop dat de ogen draagt. Een dergelijke structuur komt onder andere voor bij de spinnen en de niet-verwante zeespinnen. 
Bij sommige spinnen is de oogheuvel zeer sterk verlengd zodat deze op een 'nek' lijkt, zoals bij spinnen uit het geslacht Archaea, die voorkomen op het Afrikaanse eiland Madagaskar.